# Alpheopsis equalis
Alpheopsis equalis is een garnalensoort uit de familie van de Alpheidae.